# فیلم‌شناسی جنیفر لوپز

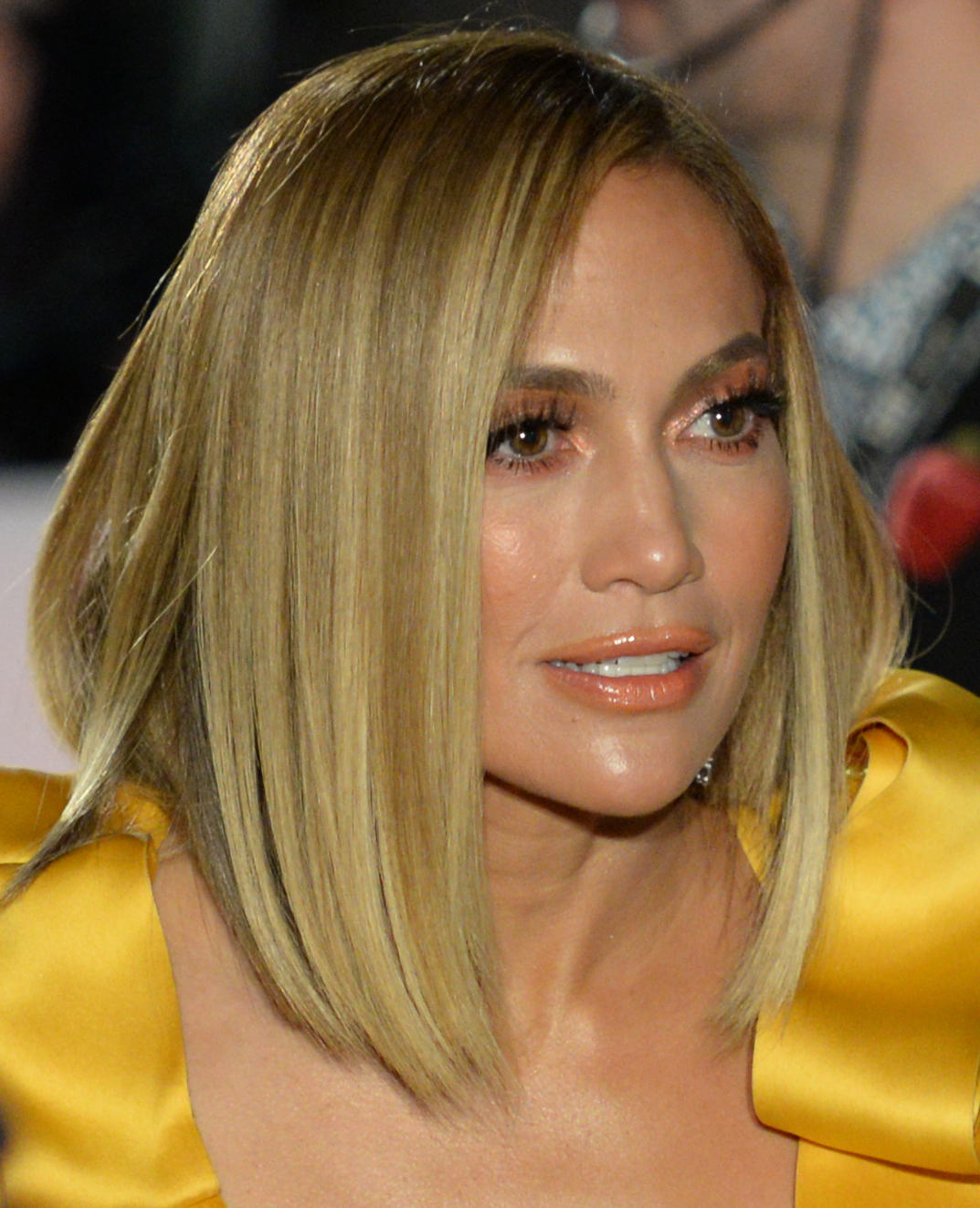
لوپز در رویداد نمایش برتر شیادان در جشنواره بین‌المللی فیلم تورنتو ۲۰۱۹

هنرمند آمریکایی جنیفر لوپز در تعداد زیادی برنامه‌های تلویزیونی و فیلم‌های سینمایی حضور داشته‌است. او یکی از پردرآمدترین بازیگران زن هالیوود و پردرآمدترین بازیگر زن لاتین است. او همچنین با دارایی خالص ۳۲۰ میلیون دلار (برآورد سال ۲۰۱۴) ثروتمندترین بازیگر زن هالیوود بوده‌است.
لوپز در در سال ۱۹۸۶ در ۱۶ سالگی با بازی در فیلم دختر کوچک من اولین بازیگری خود را انجام داد. از آنجا، او در سال ۱۹۹۲ اولین نقش پر طرفدار خود را به عنوان یک رقصنده فلای گیرل در برنامه کمدی تلویزیونی رنگ‌های زنده دریافت کرد. لوپز پس از جدایی از برنامه در سال ۱۹۹۳، دو حضور مهمان در مجموعه تلویزیونی South Central داشت و در فیلم ساخته شده برای تلویزیون گمشده در جنگل (۱۹۹۳) حضور داشت و در نقشش به عنوان ملیندا لوپز در مجموعه تلویزیونی Second Chances (۱۹۹۳ و اسپین آف Hotel Malibu (۱۹۹۴) بازی کرد. این دو فیلم با نظرات منفی روبه‌رو شد. اولین نقش سینمایی مهم لوپز در فیلم سینمایی قطار پول بود که در سال ۱۹۹۵ در کنار وسلی اسنایپس و وودی هرلسون ظاهر شد. این فیلم با نقدهای منفی روبرو شد و بمب گیشه بود. دو نقش بعدی‌اش در فیلم جک (۱۹۹۶) و خون و شراب (۱۹۹۷) نظرات مشابه‌ای دریافت کرد؛ با این حال، فیلم دومی نظرات متفاوتی دریافت کرد. لوپز اولین نقش اصلی خود را در بیوگرافی بازیگر سلنا در فیلمی با همین نام در سال ۱۹۹۷ دریافت کرد. این فیلم موفقیت تجاری و انتقادی به همراه داشت و اغلب توسط منتقدان به عنوان نقش برجسته لوپز ذکر می‌شود. در اواخر همان سال، لوپز با نقش تری فلورز در فیلم آناکوندا بازی کرد که علی‌رغم موفقیتش در گیشه، نظراتی منفی از منتقدان به دست آورد. در سال ۱۹۹۸، لوپز در کنار جورج کلونی در فیلم جنایی خارج از دید (۱۹۹۸) بازی کرد. این فیلم با انتقادات مثبتی از طرف منتقدین و موفقیت در فروش گیشه روبرو شد. همچنین در همان سال، او به‌عنوان صداپیشه در پویانمایی مورچه‌ای به نام زی حضور داشت.

## فیلم
| dagger        | نشان‌دهنده فیلم‌های اکران نشده |
| double-dagger | نشان‌دهنده مستند              |

| سال  | عنوان                                   | نقش                      | یادداشت                                 | منا.          |
| ---- | --------------------------------------- | ------------------------ | --------------------------------------- | ------------- |
| ۱۹۸۶ | دختر کوچک من                            | مایرا                    |                                         | [ ۱۳ ]        |
| ۱۹۹۳ | گمشده در جنگل                           | رزی رومرو                |                                         | [ ۱۴ ]        |
| ۱۹۹۵ | خانواده من                              | یانگ ماریا               |                                         | [ ۱۵ ]        |
| ۱۹۹۵ | قطار پول                                | گریس سانتیاگو            |                                         | [ ۱۶ ]        |
| ۱۹۹۶ | جک                                      | خانم مارکز               |                                         | [ ۱۷ ]        |
| ۱۹۹۷ | خون و شراب                              | گابریلا                  |                                         | [ ۱۸ ]        |
| ۱۹۹۷ | سلنا                                    | Selena Quintanilla-Pérez |                                         | [ ۱۹ ]        |
| ۱۹۹۷ | آناکوندا                                | تری فلورس                |                                         | [ ۲۰ ]        |
| ۱۹۹۷ | دور برگردان                             | گریس مک‌کنا               |                                         | [ ۲۱ ]        |
| ۱۹۹۸ | خارج از دید                             | کارن سیسکو               |                                         | [ ۲۲ ]        |
| ۱۹۹۸ | مورچه‌ای به نام زی                       | آزتکا                    | نقش صدا                                 | [ ۲۳ ]        |
| ۲۰۰۰ | سلول                                    | کاترین دین               |                                         | [ ۲۴ ]        |
| ۲۰۰۱ | برنامه‌ریز عروسی                         | ماری فیوری               |                                         | [ ۲۵ ]        |
| ۲۰۰۱ | چشم‌فرشته‌ای                              | شارون پوگ                |                                         | [ ۲۶ ]        |
| ۲۰۰۲ | کافی                                    | اسلیم هیلر               |                                         | [ ۲۷ ]        |
| ۲۰۰۲ | خدمتکاری در منهتن                       | مریسا ونتورا             |                                         | [ ۲۸ ]        |
| ۲۰۰۳ | جیلی                                    | ریکی                     |                                         | [ ۲۹ ]        |
| ۲۰۰۴ | دختر جرسی                               | گورترود استاینی          |                                         | [ ۳۰ ]        |
| ۲۰۰۴ | مایل هستید برقصیم؟                      | پاولینا                  |                                         | [ ۳۱ ]        |
| ۲۰۰۵ | مادرشوهر هیولا                          | شارلوت کانتیلینی         |                                         | [ ۳۲ ]        |
| ۲۰۰۵ | یک زندگی ناتمام                         | جین گیلکایسن             |                                         | [ ۳۳ ]        |
| ۲۰۰۶ | شهر مرزی                                | لارن ادریان              | همچنین تهیه‌کننده                        | [ ۳۴ ]        |
| ۲۰۰۶ | ال کانتانته                             | پوچی                     | همچنین تهیه‌کننده                        | [ ۳۵ ]        |
| ۲۰۰۷ | مخالف تولید                             | خودش                     |                                         | [ ۳۶ ]        |
| ۲۰۰۷ | سر و صدا را احساس کن                    | خودش                     | کامئو؛ همچنین تهیه‌کننده                 | [ ۳۷ ]        |
| ۲۰۱۰ | نقشه جایگزین                            | زوئی                     |                                         | [ ۳۸ ]        |
| ۲۰۱۲ | سلبریتی                                 | خودش                     |                                         | [ ۳۹ ]        |
| ۲۰۱۲ | وقتی حامله هستی باید منتظر چه چیزی باشی | هاولی                    |                                         | [ ۴۰ ]        |
| ۲۰۱۲ | عصر یخبندان: رانش قاره‌ای                | شیرا                     | نقش صدا                                 | [ ۴۱ ]        |
| ۲۰۱۳ | پارکر                                   | لسلی راجرز               |                                         | [ ۴۲ ]        |
| ۲۰۱۴ | جنیفر لوپز: دوباره برقص                 | خودش                     | همچنین تهیه‌کننده اجرایی                 | [ ۴۳ ]        |
| ۲۰۱۵ | پسر همسایه                              | کلیر پیترسون             | همچنین تهیه‌کننده                        | [ ۴۴ ]        |
| ۲۰۱۵ | لیلا و ایو                              | ایو رافائل               |                                         | [ ۴۵ ]        |
| ۲۰۱۵ | خانه                                    | لوسی توچی                | نقش صدا                                 | [ ۴۶ ]        |
| ۲۰۱۵ | انفجار لاتین: آمریکای جدید              | خودش                     |                                         | [ ۴۷ ]        |
| ۲۰۱۶ | عصر یخبندان: مسیر برخورد                | شیرا                     | نقش صدا                                 | [ ۴۸ ]        |
| ۲۰۱۸ | نقش دوم                                 | مایا                     | همچنین تهیه‌کننده                        | [ ۴۹ ]        |
| ۲۰۱۹ | شیادان                                  | رمونا وگا                | همچنین تهیه‌کننده                        | [ ۵۰ ]        |
| ۲۰۱۹ | پسر شگفت‌انگیز                           | خودش                     |                                         | [ ۵۱ ]        |
| ۲۰۲۲ | با من ازدواج کن                         | کاتالینا "کت" والدز      | همچنین تهیه‌کننده                        | [ ۵۲ ] [ ۵۳ ] |
| ۲۰۲۲ | جنیفر لوپز: نیمه‌وقت                     | خودش                     | مستند                                   |               |
| ۲۰۲۲ | ازدواج ناگزیر                           | دارسی                    | همچنین تهیه‌کننده                        | [ ۵۴ ]        |
| ۲۰۲۳ | مادر                                    | مادر                     | همچنین تهیه‌کننده                        | [ ۵۵ ]        |
| ۲۰۲۴ | این منم...اکنون: داستان عاشقانه         | خودش                     | همچنین نویسنده مشترک و تهیه‌کننده اجرایی | [ ۵۶ ]        |
| ۲۰۲۴ | اطلس                                    | اطلس شپرد                | همچنین تهیه‌کننده                        | [ ۵۷ ]        |
| ۲۰۲۵ | توقف‌ناپذیر                              | جودی رابلز               |                                         | [ ۵۸ ]        |
| ۲۰۲۵ | بوسه زن عنکبوتی                         | شفق قطبی                 |                                         |               |

## تلویزیون
| سال                        | عنوان                                               | نقش                       | یادداشت                                  | منا.          |
| -------------------------- | --------------------------------------------------- | ------------------------- | ---------------------------------------- | ------------- |
| ۱۹۹۱–۱۹۹۳                  | رنگ‌های زنده                                         | Fly Girl                  | اپیزود ۶۲                                | [ ۵۹ ]        |
| ۱۹۹۳–۱۹۹۴                  | شانس دوم                                            | ملیندا لوپز               | اپیزود ۴                                 | [ ۴ ]         |
| ۱۹۹۴                       | هتل ملیبو                                           | ملیندا لوپز               | اپیزود ۶                                 | [ ۶۰ ]        |
| ۱۹۹۴                       | جنوب مرکزی                                          | لوسیل                     | اپیزود ۴                                 | [ ۶۱ ]        |
| ۲۰۰۰–۲۰۱۹                  | پخش زنده شنبه شب                                    | خودش (host/musical guest) | اپیزود ۴                                 | [ ۶۲ ] [ ۶۳ ] |
| ۲۰۰۴–۲۰۱۸                  | ویل و گریس                                          | خودش                      | اپیزود ۴                                 | [ ۶۴ ]        |
| ۲۰۰۶                       | ساحل جنوبی                                          | —                         | اپیزود ۸؛ تهیه‌کننده اجرایی               | [ ۶۵ ]        |
| ۲۰۰۷                       | دنس‌لایف                                             | —                         | اپیزود ۸؛ تهیه‌کننده اجرایی و سازند مشترک | [ ۶۶ ]        |
| ۲۰۰۷                       | جنیفر لوپز تقدیم می‌کند: آنطور که یک زن دل می‌بازد    | —                         | اپیزود ۵؛ تهیه‌کننده اجرایی و سازنده      | [ ۶۷ ]        |
| ۲۰۱۰                       | آشنایی با مادر                                      | Anita Appleby             | اپیزود: "Of Course"                      | [ ۶۸ ]        |
| ۲۰۱۱–۲۰۱۲, ۲۰۱۴–۲۰۱۶, ۲۰۲۱ | امریکن آیدل                                         | خودش (judge)              | اپیزود ۱۷۰                               | [ ۶۹ ]        |
| ۲۰۱۱–۲۰۱۴                  | South Beach Tow                                     | —                         | اپیزود ۸۷؛ تهیه‌کننده اجرایی              | [ ۷۰ ]        |
| ۲۰۱۲                       | Q'Viva! The Chosen                                  | خودش                      | ۱۲ اپیزود؛ همچنین تهیه‌کننده اجرایی       | [ ۷۱ ]        |
| ۲۰۱۳–۲۰۱۸                  | پرورشگاهی‌ها                                         | —                         | اپیزود ۱۰۴؛ تهیه‌کننده اجرایی             | [ ۷۲ ]        |
| ۲۰۱۵                       | جوایز موسیقی آمریکا ۲۰۱۵                            | خودش (host)               | ویژه‌برنامه تلویزیونی                     | [ ۷۳ ]        |
| ۲۰۱۶–۲۰۱۸                  | سایه‌های آبی                                         | Harlee Santos             | ۳۶ اپیزود؛ تهیه‌کننده اجرایی              | [ ۷۴ ]        |
| ۲۰۱۷–اکنون                 | جهان رقص                                            | خودش (judge)              | تهیه‌کننده اجرایی                         | [ ۷۵ ]        |
| ۲۰۱۷                       | One Voice Somos Live: A Concert for Disaster Relief | خودش                      | ویژه‌برنامه تلویزیونی                     |               |
| ۲۰۱۹–اکنون                 | مشکل خوب                                            | —                         | تهیه‌کننده اجرایی                         | [ ۷۶ ]        |
| ۲۰۲۰                       | باهم در خانه                                        | خودش                      | ویژه‌برنامه تلویزیونی                     |               |
| ۲۰۲۰                       | کلاس عزیز ۲۰۲۰                                      | خودش                      | ویژه‌برنامه تلویزیونی اینترنتی            | [ ۷۷ ]        |

## بازی‌های ویدئویی
| سال  | عنوان                    | نقش صدا | توسعه دهنده           | ناشر     | منا.   |
| ---- | ------------------------ | ------- | --------------------- | -------- | ------ |
| ۲۰۱۲ | عصر یخبندان: رانش قاره‌ای | شیرا    | Behaviour Interactive | اکتیویژن | [ ۷۸ ] |